# Treibnetzfischerei
Die Treibnetzfischerei ist eine Methode der passiven Fischerei, die in den Gewässern der EU und vielen anderen Gebieten illegal ist.
Als Fanggeräte finden Treibnetze Anwendung, die zu einer sogenannten Fleet vereinigt werden. Hauptfangobjekte der Treibnetzfischerei sind Hering, Lachs und Thunfisch. Trifft ein Schwarm auf ein im Wasser schwimmendes Treibnetz, so stoßen die Fische mit den Köpfen durch die Netzmaschen und können nicht weiter. Durch den Druck auf die Kehle spreizen sich die Kiemen, so dass sich der Fisch beim Zurückweichen aufhängt.

Das Treibnetz ist ein senkrecht schwimmendes, rechteckiges Netztuch. Die Ausmaße der Netze sind sehr unterschiedlich, sie reichen von 26 Metern Länge beim Heringsfang bis zu 60 Kilometern Länge beim Thunfischfang. Seit 1992 ist ein Verbot der Nutzung von Hochseetreibnetzen mit einer Länge von über 2,5 Kilometern in Kraft, wobei es jedoch Bedenken gibt, dass weiterhin längere Netze genutzt werden.

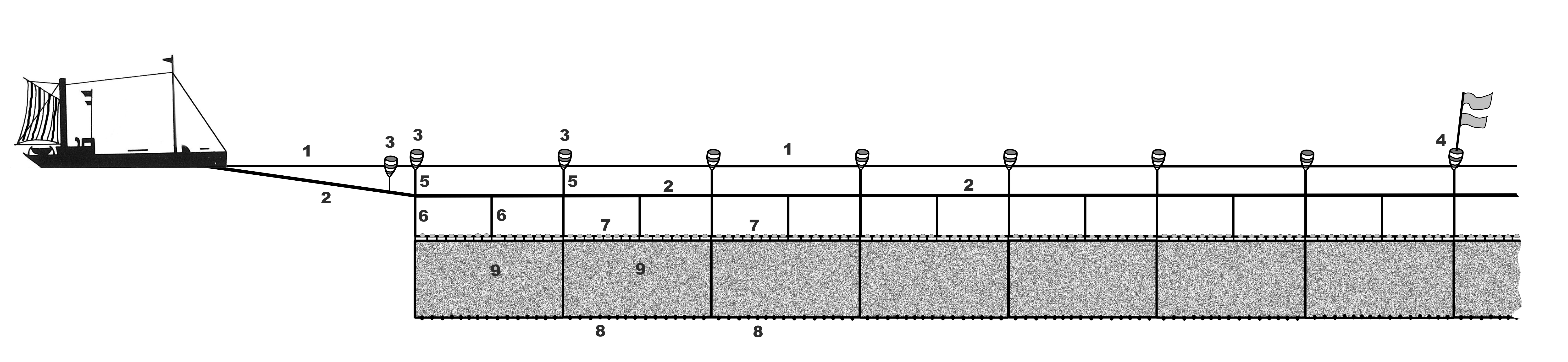
Deutsche Heringsfleet. 1: Wasseroberfläche 2: Fleetreep 3: Brails 4: Jonas (am Fleetende und nach jeweils einem Quartel entspr. ca. 15 Netzen) 5: Brailtau, 6 m 6: Zeisinge, 8 m 7: Sperreep mit Flotjes (Korken) und Staalen 8: Unterwant mit Bleien 9: Netz oder Want, 15 × 30 m

Am Obersims der Netze sind Auftriebskörper aus Kork oder ähnlichem Material angebracht. Die Anzahl der Auftriebskörper hängt von den Abmessungen der Netze, der voraussichtlichen Fangmenge, dem Gewicht der Leinen, der Auftriebskraft der Auftriebskörper und anderen Faktoren ab.

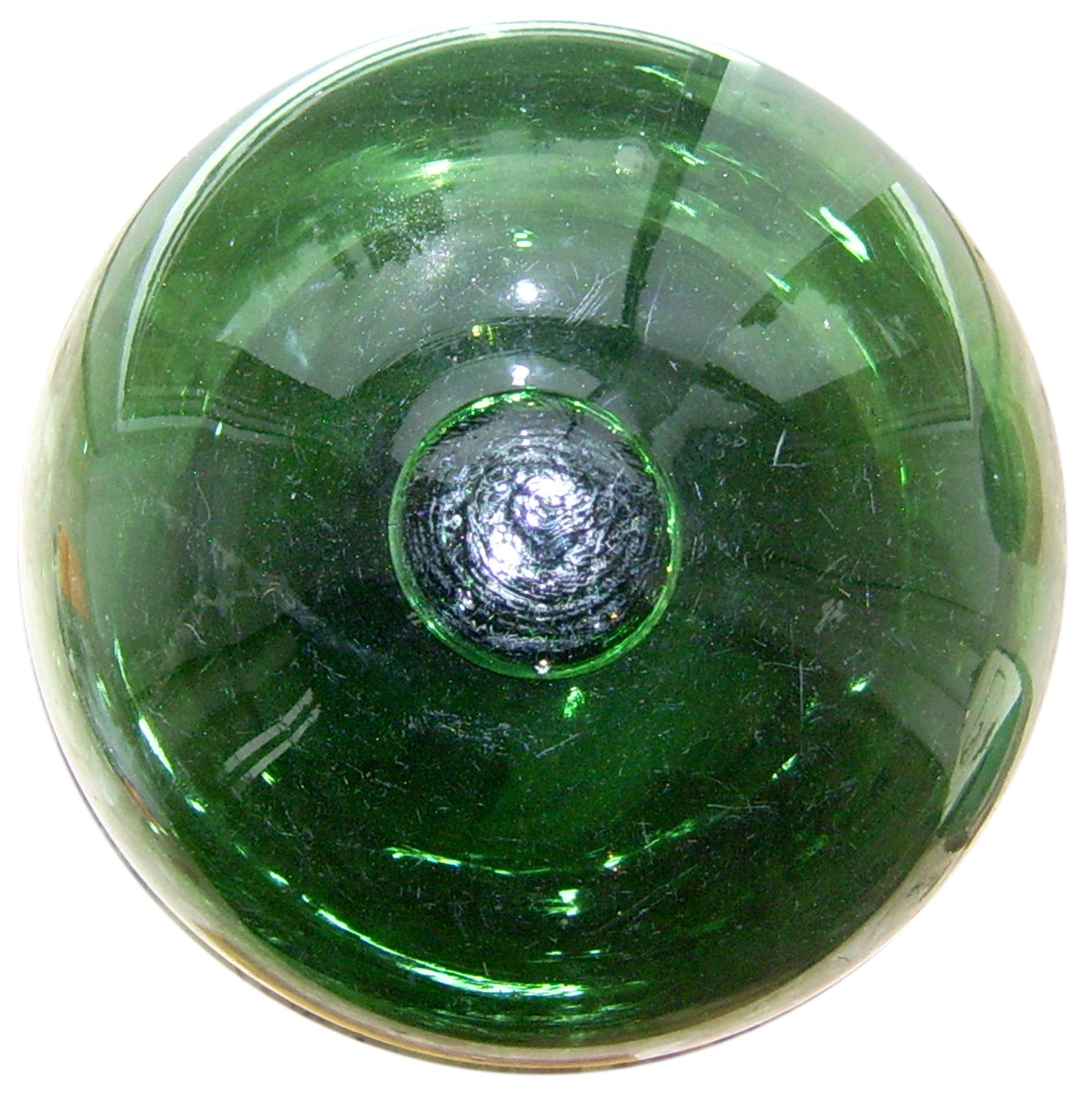
Auftriebskörper aus Glas

Die einfache Fleet besteht aus 10 bis 20 Netzen und findet nur bei Fang mit kleinen Schiffen in Küstennähe oder auf Binnenseen Anwendung. Zum Aussetzen wird das Schiff mit dem Bug in den Wind gedreht und treibt dann mit langsam drehendem Propeller rückwärts. Nach Aufnahme der Rückwärtsfahrt wird zuerst die Endmarkierungsboje ausgesetzt, der dann die Netze sowie die anderen Teile der Fleet folgen. Die Drift erfolgt gewöhnlich nachts und das Einholen morgens, sie umfasst 6 bis 8 Stunden.

## Kritik
Mit Treibnetzen lässt sich kein selektiver Fischfang betreiben. Unzählige Wale (hauptsächlich Große Tümmler und andere Delfine) sterben in Treibnetzen, da auch sie sich verhängen und ersticken, ebenso Haie, Robben, Meeresschildkröten und Seevögel. Dies geschieht insbesondere bei der Jagd auf Thunfische. Umweltorganisationen wie der WWF, die Sea Shepherd Conservation Society, Greenpeace oder das Earth Island Institute (USA) gehen davon aus, dass die Zahl der unbeabsichtigten Beifänge jährlich mehrere Millionen Tiere betrug, und protestierten jahrelang gegen den Einsatz dieser auch Netze des Todes genannten Fischereigeräte.
Darüber hinaus werden auch Treibnetze verloren und treiben jahrelang herrenlos im Meer. Laut einer Schätzung gehen über 1.200 Kilometer Netze jedes Jahr allein im Nordostatlantik verloren.
1991 gründete der Weltumsegler und Buchautor Rollo Gebhard eigens den Verein Gesellschaft zur Rettung der Delphine e. V., um die Treibnetzfischerei aus den Weltmeeren zu verbannen.

## Rechtliche Situation

### Weltweit
Treibnetze sind wegen ihrer immensen Beifangraten weltweit geächtet. Die UN verbot ihren Einsatz 1991 mit der Resolution A/RES/46/215.

### Europa
In der EU galt bis Ende 2001 eine nur unzureichend überwachte Ausnahmeregelung für bis zu 2,5 km lange Treibnetze. Erst 2002 wurde ihr Einsatz verboten. Hiervon war allerdings die Ostsee ausgenommen, in der Treibnetze ohne Längenbeschränkung noch bis Ende 2007 für den Lachsfang eingesetzt werden durften.
In der EU-Verordnung (EG) Nr. 812/2004 von 2004 wurden Treibnetze allgemein schrittweise bis zum 1. Januar 2008 in allen EU-Gewässern verboten, ohne Ausnahmen für Netze unter 2,5 km zu nennen.

#### Wiedereinführung von Treibnetzen durch die EU
Am 21. Dezember 2006 erließ die EU die Verordnung des Ministerrates zu Managementmaßnahmen für eine nachhaltige Nutzung der Fischressourcen im Mittelmeer [(EG) Nr. 1967/2006].
Hierin werden Grundstellnetze, die eigentlich nur am Meeresgrund gestellt werden, umdefiniert. Als Grundstellnetze gelten jetzt auch alle am Boden verankerten Netze mit einer maximalen Höhe von 30 Metern, die entweder nahe dem Meeresgrund oder frei in der Wassersäule schwebend aufgespannt werden. Naturschützer sehen in diesen so genannten Schwebenetzen eine Wiedereinführung der Treibnetzfischerei, da Schwebenetze nicht von diesen zu unterscheiden sind und an oder nahe der Wasseroberfläche im Pelagial schwebend ähnliche Fangeigenschaften wie Treibnetze haben.
Die Verordnung (EU) 2019/1241 hob 2019 die Verordnung (EG) Nr. 812/2004 vollständig auf und verbietet nur noch Treibnetze oberhalb von 2,5 km Gesamtlänge pro Schiff sowie vollständig für die Ostsee.
Außerdem bleibt der Fang bestimmter Arten durch Treibnetze untersagt, darunter alle Arten von Kopffüßern und viele Arten von Makrelen und Thunfischen (Scombridae) inklusive fast aller echten Thunfische (Thunnus), dem echten Bonito und Atlantischer Bonito, dem Kleinen Thun sowie der Goldmakrele, Fregattmakrele und Brachsenmakrele. Auch verboten ist der Fang von Segelfischen, Schwertfischen, Marlinen, Makrelenhechten sowie der Haiarten bzw. Familien Stumpfnasen-Sechskiemerhai, Riesenhai, Fuchshaie, Requiemhaie, Hammerhaie, Makohaie und Makrelenhaie.

### Illegale Treibnetzfischerei
Heute werden Treibnetze vorrangig von illegal operierenden Piratenfischern eingesetzt. Nach Schätzungen der Umweltorganisation Greenpeace waren 2006 allein im Mittelmeer noch 400 bis 500 Treibnetzfischer unterwegs, die mit über 20 Kilometer langen Netzen insbesondere nach Rotem Thun und Schwertfisch fischten.
In einem Bericht der Nationalen Ozean- und Atmosphärenbehörde der USA für das Jahr 2020 wurden weltweit keine aktiven Fälle von Treibnetzfischerei über 2,5 km Länge mehr festgestellt und nur ein einzelnes entsprechend ausgerüstete Schiff unter der Flagge von Sri Lanka festgesetzt. Der letzte aktive Fall von Treibnetzfischerei war ein einzelnes Schiff 2018.

## Alternativen beim Thunfischfang

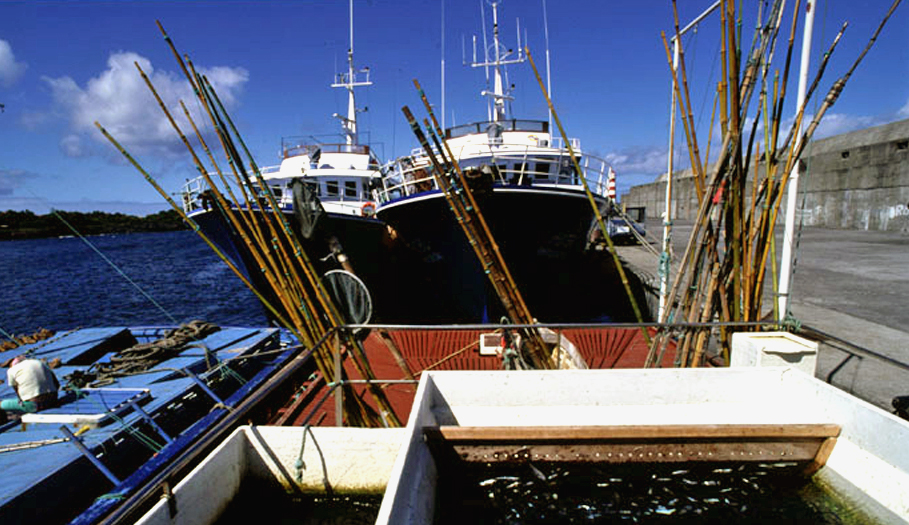
Selektiver Thunfischfang mit Bambusangeln (Azoren)

Von Ausnahmen abgesehen, haben sich beim Thunfischfang heute andere Fangmethoden durchgesetzt:
Pelagische Langleinen vor allem zum Fang von Rotem Thun, Großaugen-Thun oder Südlichem Blauflossen-Thun für den Frischfischmarkt vor allem nach Japan für Sushi und Sashimi sowie von Gelbflossen-Thun als Dosenthunfisch. Die Beifangrate (Seevögel, Meeresschildkröten, Haie und Rochen) ist hoch und liegt laut FAO bei ca. 20 Prozent der Gesamtfangmenge.
Ringwaden, mit einer vergleichbar niedrigen Beifangrate von etwa 5 % des Gesamtfangs, was unter der weltweiten Durchschnittsbeifangrate aller Fischereimethoden von 8 % liegt.
Schleppangeln und Bambusangeln mit einer Beifangrate von durchschnittlich nur 0,7 % der Gesamtfangmenge.